# Cromemco System V
Cromemco System V (System V) је био професионални рачунар фирме Cromemco који је почео да се производи у САД од 1984. године.
Као оперативни систем кориштен је UNIX system V.

## Детаљни подаци
Детаљнији подаци о рачунару System V су дати у табели испод.
|                       |                                                                                     |
| [ 1 ]                 |                                                                                     |
| Произвођач            |                                                                                     |
| Тип                   | професионални рачунар                                                               |
| Меморија              | непознато                                                                           |
| Поријекло             | Сједињене Америчке Државе                                                           |
| Година                | 1984                                                                                |
| Тастатура             | Тастатура са пуним помаком тастера са нумеричком тастатуром и функцијским тастерима |
| Процесор              | непознато                                                                           |
| Фреквенција процесора | 10                                                                                  |
| RAM                   | непознато                                                                           |
| ROM                   | непознато                                                                           |
| Текст                 | 80 x 24                                                                             |
| Графика               | непознато (опциона видео картица високе резолуције)                                 |
| Боја                  | непознато                                                                           |
| Звук                  | непознато                                                                           |
| Димензије             | непознато                                                                           |
| Портови               |                                                                                     |
| Оперативни систем     |                                                                                     |